# NRJ Group
NRJ Group es un grupo audiovisual francés que se desenvuelve alrededor de la radio NRJ, y que fue creada en 1981. Los fundadores de NRJ Group son Jean-Paul Baudecroux y Max Guazzini.

## Actualidad
Después de algunos años en las ondas, NRJ ha pasado de ser una radio local a una radio nacional y convirtiéndose en la primera radio de Francia y de Europa. Cada día la escuchan más de 2.000.000 de personas en Francia.

## Otros
En 2004, NRJ Group edita en Francia las redes de radio FM NRJ, Chérie FM, Nostalgie y Rire & Chansons. El grupo también está implantado en Bélgica, Suiza, Alemania, Austria y en toda Escandinavia.
Con ocasión del lanzamiento de la Televisión Digital Terrestre en Francia (31 de marzo de 2005), el grupo lanzó la cadena NRJ 12.
Cada año en enero el grupo organiza los NRJ Music Awards a guisa de abertura del MIDEM (Mercado internacional de la edición musical) en Cannes.
NRJ Móvil se lanza como operador móvil virtual (MVNO) en noviembre de 2005.

## Actividades
El Grupo NRJ es un grupo multimedia que comprende radio, televisión, Internet, servicios telefónicos, eventos y espectáculos. Sus principales fuentes de ingresos se encuentran en sus emisoras de radio y en las licencias televisivas. El grupo produce recopilatorios musicales, con 1 millón y medio de ventas en 2011. El grupo NRJ se encuentra implantado en estos momentos en 22 países.

### Emisoras de radio
- NRJ, emisora musical con grandes éxitos creada el 15 de junio de 1981.
- Chérie FM, emisora musical AC enfocada en un público femenino, creada el 28 de marzo de 1987.
- Nostalgie, emisora musical nostálgica creada el 16 de septiembre de 1983.
- Rire et Chansons, emisora musical pop-rock y sketches creada el 14 de noviembre de 1989.

### Canales de televisión
- Chérie 25, cadena generalista orientada al público femenino creada el 12 de diciembre de 2012.
- NRJ Hits, cadena musical de pago creada el 23 de marzo de 2007.
- Energy TV, cadena musical suiza en idioma alemán creada en 2013.

En el pasado, el grupo contaba con un canal de televisión insignia de la marca NRJ, NRJ 12, que fue clausurada a finales de febrero de 2025 debido a su no renovación de licencia en la TDT de Francia.

## Organización
Dirección del grupo
- Jean-Paul Baudecroux : presidente director general,
- Maryam Salehi : vicepresidente, director delegado en la dirección general,
- Vincent Broussard : director delegado de la sección de televisión,
- Morgan Serrano : director delegado de la sección de radio,
- Kevin Benharrats : Director delegado de comercio y desarrollo digital
- Jacques Roques : director delegado de la sección técnica,
- Jean-François Moinard : director delegado de finanzas y actividades internacionales.

Comisión de control
- Presidente : Jean-Paul Baudecroux
- Vicepresidente : Micheline Guilbert

Consejo de Administración
- Jean-Paul Baudecroux (Presidente director general)
- Antoine Giscard d'Estaing
- Maryam Salehi
- Vibeke Anna Rostorp
- Muriel Sztajman
- Jérôme Gallot (censor)
- François Mazon

## Datos económicos
| Años                      | 2003 | 2004 | 2005 |
| ------------------------- | ---- | ---- | ---- |
| Volumen de negocio        | 000  | 325  | e000 |
| Resultados de explotación | 0000 | 0000 | 0000 |
| Resultados netos          | 00   | 00   | e00  |
| Fondos limpios            | 00   | 380  | e00  |
| Deudas financieras        | 0    | 0    | e0   |

## Datos bursátiles
- Acciones cotizadas en la bourse de Paris
- Miembro del índice CAC Mid 100
- Código de valor ISIN = FR0000121691
- Valor nominal= euro
- Accionistas principales:
  - 42.6% Sonopar
  - 32.8% Jean-Paul Baudecroux
  - 3.4% Max Guazzini

| Años                                      | 2004 | 2005 | 2006 |
| ----------------------------------------- | ---- | ---- | ---- |
| Número de acciones cotizadas por millones | 00   | 00   | 00   |
| Capital bursátil en millones de euros     | 00   | 00   | 00   |
| Número de transacciones diarias           | 00   | 00   | 00   |